# Matthias Knutzen
Matthias (ou Mathias) Knutzen (Oldenswort 1646 - ?), penseur allemand d'origine protestante, est, avec son contemporain Spinoza, considéré comme précurseur de la philosophie athée moderne. 
Né dans le duché de Schleswig d'une famille pauvre et obscure, il perd tôt son père organiste. Il se rend alors à Königsberg pour y faire ses études, logé chez son frère aîné (organiste lui aussi), mais qui le maltraite ce qui l'oblige à s'enfuir. Il revient terminer ses études de philosophie et de théologie à Königsberg où le pasteur Fabricius s'intéresse à lui ; il l'aide dans ses fonctions. Au bout de quelques années il fait un voyage à Copenhague, revient en prétendant qu'il y a été reçu maître ès arts mais ne parvient pas à produire son diplôme. Il parcourt alors la Pologne, revient dans le Holstein dans le plus complet dénuement, parvient à se faire engager en 1673 par un ministre de la campagne pour enseigner le catéchisme aux enfants, et donne des prêches dans le bourg voisin de Rypen. Ses sorties violentes contre la religion le font à nouveau licencier, il diffuse alors ses prêches sous forme de pamphlets manuscrits, et arrive à se faire à nouveau engager par un ministre à Tonningue, puis à Iéna en 1674.
Matthis Knutzen fait alors imprimer, daté en 1674 "de Rome" (où il ne s'est jamais rendu), un recueil comprenant une lettre en latin intitulée Epistola amici ad amicum connue également sous le titre  Amicus amicis amica epistola et deux dialogues en allemand. Il y proclame son hostilité au pouvoir civil et à la religion réformée, affirme que les magistrats et les pasteurs sont inutiles à la conservation de la société, qu'il n'existe ni Dieu, ni diable, que la vie de l'homme est limitée à l'existence terrestre, qu'il n'y a ni salut à espérer ni damnation à craindre, que le mariage est identique à la fornication. Il conclut en affirmant que chacun doit se diriger d'après le sens intime de ses devoir qu'il trouve en lui-même : "Les idées d'honnêteté [...] les lumières de la conscience peuvent subsister dans l'esprit de l'homme, après même que les idées de l'existence de dieu et la foi d'une vie à venir ont été effacées". Pour cette raison, il dénommait les consciencieux les groupes d'adeptes qu'il disait avoir formés dans les plus grandes villes de l'Europe, avec 700 membres dans celle d'Iéna. 
Deux auteurs ont pris la peine de le réfuter : Jean Musacus, professeur à Iéna, et Valentin Gresing, mais ce dernier le confond avec René Descartes.
Diffusées en France, ses idées furent connues de Naigeon et de Diderot. Dans ses Entretiens sur divers sujets d'histoire et de religion édité en 1770 à Londres, Louis Mayeul Chaudon signale que Mathias Knutzen niait « l'existence de Dieu, l'immortalité de l'âme et l'autorité de l'écriture sainte. »
On lui a longtemps attribué le Livre des trois imposteurs (Moïse, Jésus et Mahomet), pamphlet athée circulant aux XVIIe et XVIIIe siècles.